# Torstein Horgmo
Torstein Horgmo, né le 18 février 1987, est un snowboardeur norvégien spécialisé dans les épreuves de slopestyle, half-pipe et de Big Air. 
Il est triple médaillé d'or dans l'épreuve du Big Air aux Winter X Games en 2008, 2011 et 2013.
En juin 2010 à Folgefonna en Norvège, il est le premier snowboardeur à réussir le triple cork, combinant quatre rotations et un triple salto arrière.
Torstein Horgmo s'est qualifié pour les Jeux olympiques d'hiver de 2014, mais une fracture à la clavicule à la suite d'une chute lors d'un entraînement à Sotchi l'a contraint à déclarer forfait.